# (5900) Jensen
(5900) Jensen ist ein Asteroid des äußeren Hauptgürtels, der am 3. Oktober 1986 vom dänischen Astronomen Poul Jensen am Observatorium Brorfelde (IAU-Code 054) entdeckt wurde.
Der Planetoid gehört zur Gantrisch-Familie. Diese Asteroidengruppe wurde früher Lixiaohua-Familie genannt, bis (3330) Gantrisch der Gruppe zugeordnet wurde, der mit seinen über 35 km Durchmesser den 20 km großen (3556) Lixiaohua als größten Vertreter dieser Familie ablöste. Teilweise wird noch die alte Familienbezeichnung verwendet. Es handelt sich um eine Asteroidenfamilie mit über einen langen Zeitraum gesehen relativ chaotischen Bahnparametern, da große Kleinplaneten in der Nähe der Familie (beziehungsweise deren Umlaufbahnen um die Sonne, welche die Bahnen der Familienmitglieder überschneiden) wie zum Beispiel (1) Ceres, (2) Pallas, (4) Vesta, (10) Hygiea, (52) Europa, (511) Davida und (704) Interamnia die Bahnen der Familienmitglieder beeinflussen und die Familie dadurch im Einflussbereich mehrerer Bahnresonanzen liegt.
(5900) Jensen wurde auf Vorschlag von Karl Augustesen und H. J. Fogh Olsen nach seinem Entdecker benannt.